# Пътят на Юпитер
„Пътят на Юпитер“ (на английски: Jupiter Ascending) е американско-австралийски научнофантастичен филм от 2015 г., режисиран от Лана и Андрю Уашовски.
Филмът е показан за пръв път на 27 януари 2015 г. на кинофестивала „Сънданс“, официалната премиера се състои на 2 февруари в Лос Анджелис, а по кината в САЩ и България филмът излиза на 6 февруари.

## Сюжет
Човечеството на Земята се отглежда като генна банка за високо развита цивилизация.

## Актьорски състав
| Актьор          | Роля           |
| --------------- | -------------- |
| Мила Кунис      | Юпитер Джоунс  |
| Чанинг Тейтъм   | Кейн Уайз      |
| Шон Бийн        | Стингър Апини  |
| Еди Редмейн     | Балем Абрасакс |
| Дъглас Бут      | Тит Абрасакс   |
| Тъпънс Мидълтън | Калик Абрасакс |

## Награди и номинации
| Категория                            | Номиниран(и)                         | Резултат                             |
| Златна малинка (27 февруари 2016 г.) | Златна малинка (27 февруари 2016 г.) | Златна малинка (27 февруари 2016 г.) |
| ------------------------------------ | ------------------------------------ | ------------------------------------ |
| Най-лош актьор в поддържаща роля     | Еди Редмейн                          | награда                              |
| Най-лош филм                         | Най-лош филм                         | номинация                            |
| Най-лош режисьор                     | Лана и Андрю Уашовски                | номинация                            |
| Най-лош сценарий                     | Лана и Андрю Уашовски                | номинация                            |
| Най-лош актьор                       | Чанинг Тейтъм                        | номинация                            |
| Най-лоша актриса                     | Мила Кунис                           | номинация                            |